# Andrzej Niedzielan
Andrzej Zbigniew Niedzielan (uitspraak: [ˈand͡ʑɛj nʲɛˈdʑiɛlan], ong. andzjej njedjelan) (Żary, 27 februari 1979) is een Pools voetballer die als aanvaller speelt.

## Carrière
Niedzielan begon met voetbal bij Promień Żary in Polen. Vanaf 1998 tot en met 2001 speelde hij voor onder andere Zagłębie Lubin, Odra Opole en Chrobry Głogów. Na een jaar bij Górnik Zabrze, waar hij verspreid over twee seizoenen in 22 wedstrijden 18 doelpunten maakte, vertrok de aanvaller naar Dyskobolia Grodzisk, van waaruit hij een jaar later naar het Nederlandse N.E.C. vertrok voor een transfersom van één miljoen euro, waar hij in eerste instantie een contract tot 2006 tekende. Later tekende hij bij tot de zomer van 2008.
Bij NEC kon Niedzielan de verwachtingen niet waar maken, en in de zomerstop van 2007 mocht hij uitkijken naar een nieuwe club. Hij leek dicht bij een overgang naar het Poolse Wisła Kraków, maar deze ketste op het laatste moment af, naar verluidt omdat hij zelf weigerde te tekenen. De directie van NEC besloot daarop dat hij niet meer welkom was bij het eerste elftal, en zich na de vakantie dus bij Jong NEC mocht melden. Op 16 juli tekende hij alsnog een driejarig contract bij Wisła Kraków. In juli 2009 ging hij spelen voor Ruch Chorzów. In de zomer van 2010 ging hij naar Korona Kielce en een jaar later naar Cracovia Kraków. Begin 2012 stapte hij over naar Ruch Chorzów. Vanwege blessures speelde hij daar niet veel en voor het seizoen 2013/14 wilde de club zijn contract ontbinden. Dit gebeurde uiteindelijk op 8 april 2014.

## Clubstatistieken

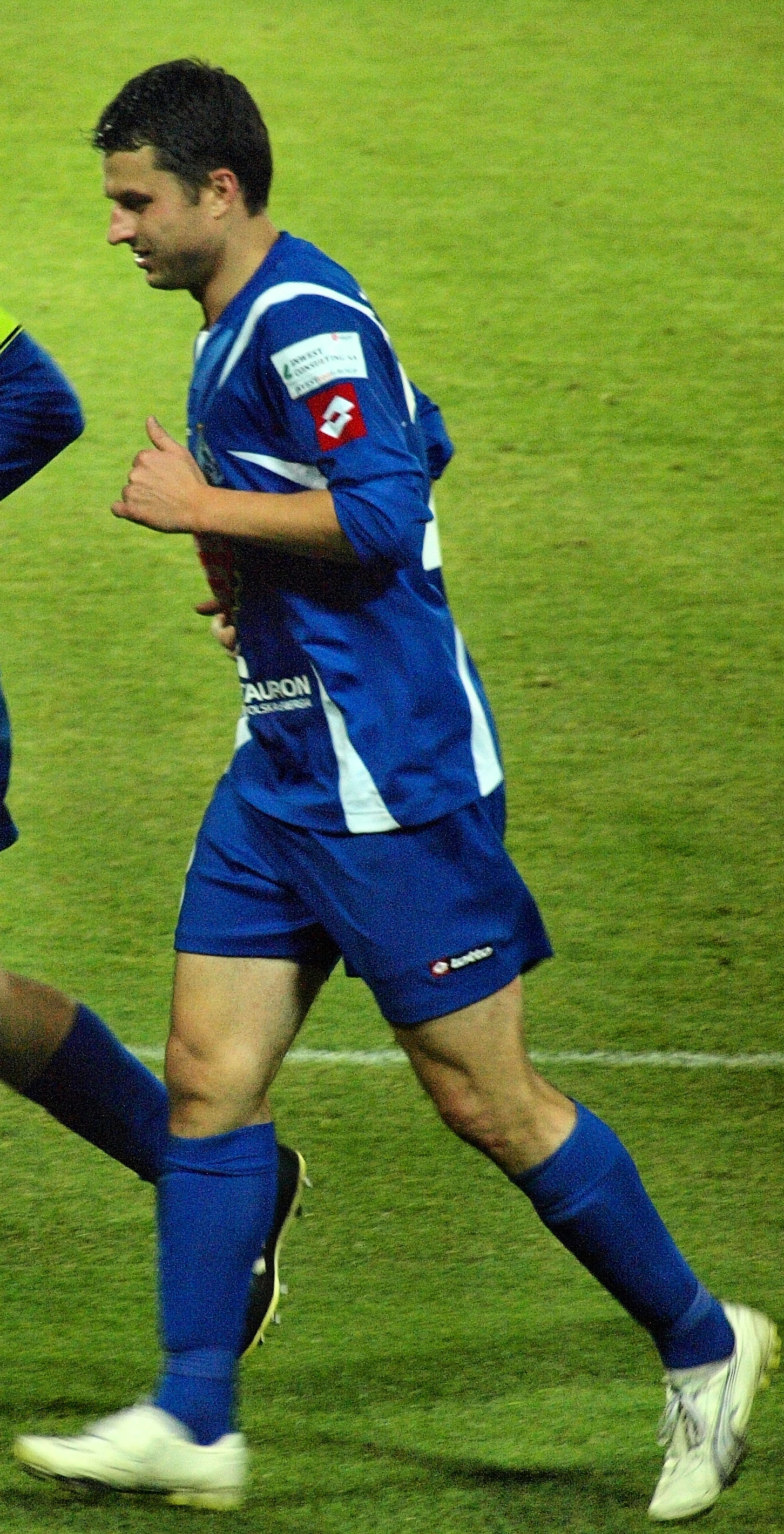
Niedzielan bij Ruch Chorzów

| Seizoen | Club                | Land      | Duels | Goals |
| ------- | ------------------- | --------- | ----- | ----- |
| 1997/98 | Promień Żary        | Polen     | -     | -     |
| 1998/99 | Zagłębie Lubin      | Polen     | 8     | 3     |
| 1999/00 | → Odra Opole        | Polen     | 22    | 3     |
| 2000/01 | Zagłębie II Lubin   | Polen     | -     | -     |
|         | → Chrobry Głogów    | Polen     | 16    | 5     |
| 2001/02 | Zagłębie Lubin      | Polen     | 7     | 1     |
|         | Górnik Zabrze       | Polen     | 8     | 3     |
| 2002/03 | Górnik Zabrze       | Polen     | 14    | 15    |
|         | Dyskobolia Grodzisk | Polen     | 14    | 6     |
| 2003/04 | Dyskobolia Grodzisk | Polen     | 12    | 4     |
|         | N.E.C.              | Nederland | 11    | 3     |
| 2004/05 | N.E.C.              | Nederland | 27    | 5     |
| 2005/06 | N.E.C.              | Nederland | 27    | 10    |
| 2006/07 | N.E.C.              | Nederland | 23    | 2     |
| 2007/08 | Wisła Kraków        | Polen     | 8     | 1     |
| 2008/09 | Wisła Kraków        | Polen     | 16    | 0     |
| 2009/10 | Ruch Chorzów        | Polen     | 18    | 7     |
| 2010/11 | Korona Kielce       | Polen     | 25    | 12    |
| 2011/12 | Cracovia Kraków     | Polen     | 14    | 1     |
|         | Ruch Chorzów        | Polen     | 5     | 0     |
| 2012/13 | Ruch Chorzów        | Polen     | 9     | 1     |
| 2013/14 | Ruch Chorzów        | Polen     | 0     | 0     |
|         |                     | Totaal    | 270   | 81    |